# めざせポケモンマスター
「めざせポケモンマスター」は、松本梨香の7作目のシングル。1997年6月28日にピカチュウレコードから発売された。

## 概要
- 前作「From me to you」から約2ヶ月ぶりのシングル。
- 表題曲は自身が声優として主演を務めるテレビアニメ『ポケットモンスター』のオープニングテーマに起用された。アニメのタイアップを手掛けるのは「スパイシー・ライフ」以来2作ぶりとなった。
- 松本は当時ソニー・ミュージックエンタテインメント所属であった関係から、シングル裏ジャケット及び付属の歌詞カードには「松本梨香 (by the courtesy of Sony Records.)」の表記がある。
- カップリング1曲目は同アニメのエンディングテーマ、2曲目はメディアファクトリー『ポケモンカードゲーム』のCMソング、3曲目は同アニメのイメージソングとなっており、収録曲全てが『ポケットモンスター』関連のタイアップで統一されている。また、松本のシングルであるが、カップリング2曲目と3曲目には松本は参加していない。
- 当初は全国のポケットモンスターの関連商品を取り扱っている店舗での限定販売で、CDショップでは取り扱われていなかった[1]が、人気が出たためレコード店でも販売されるようになった[2]。
- オリコンチャート初登場は圏外であったが、徐々に順位を上げていき発売から4ヶ月後の10月20日付にて10位を獲得。自身初のトップ10入りを果たした。その後、翌年1月12日付にて最高位7位を獲得し、同年10月までチャート100位圏内にランクインしロングヒットを記録した。
- 出荷枚数としては半年で公称120万枚を[2]、最終的には200万枚を突破し[注 1][3]、オリコンチャートにおける売上枚数も112.8万枚[4]を記録したが、当時のメディアファクトリーは日本レコード協会非加盟であったため、協会によるゴールドディスク認定は受けていない。
- また出荷枚数が151万枚を突破したことを記念して、当時のポケモンの総数151種に因んで関係者にゴールドディスクが制作され寄贈された[5]。
- ソニー・ミュージックエンタテインメントの企画によるアニメソング人気投票キャンペーン『平成アニソン大賞』にて1989年から1999年を対象にした部門で作品賞を受賞した[6]。
- 松本は2022年5月4日放送分のフジテレビ『発見!ギリギリのギリ』で、この曲の印税契約をしておらず、10万円で曲を買い取ってもらったと明かしている[7]。
- バラエティ番組のBGMでポケモンに関する話題をする場面で使用されることがある。
- 2023年3月17日に松本が「THE FIRST TAKE」に出演し、「めざせポケモンマスター -with my friends-」を披露した[8]。本楽曲を披露した「THE FIRST TAKE」の動画は、Youtube上に投稿されてから13日が経過した同月31日に1000万回再生を突破した[9]。

## 収録曲
1. めざせポケモンマスター [4:12]
歌：松本梨香
作詞：戸田昭吾／作曲：たなかひろかず／編曲：渡部チェル／コーラスアレンジ：藤沢秀樹
曲中にはピカチュウ役の大谷育江とタケシ役のうえだゆうじ、オーキド博士役の石塚運昇が、ロケット団のコジロウ役の三木眞一郎がセリフを入れている[注 2]。歌詞は松本が声優を務めるサトシがポケモンマスターを目指す様を描いており、サトシの故郷・マサラタウンが含まれている。曲中の女性の悲鳴は松本によるもの。
たなかのデモ音源を元にアニメで使用される絵造りが始まっているなか、デモとは雰囲気を替えるよう編曲を務めた渡部に発注。90秒のデモを2パターン作り、バンドサウンドの方が通ったため当時渡部がサポートメンバーとして参加していたTHE JADOESのメンバーに演奏を頼み発注から1週間で完成させたという[10]。また、Bメロの転調は「雪の降るまちを」をイメージしている[11]。
翌年1998年には演奏メンバーに神保彰やエリック宮城を迎えて、ジャズやフュージョンの要素を取り入れたリメイク版「めざせポケモンマスター'98」が制作された。このリメイク版は2019年に「めざせポケモンマスター'98 (2019 Remaster)」としてデジタルリマスターが施されて発表もされている。
2001年にはCHOKKAKUによるリアレンジ版「めざせポケモンマスター2001」が、2002年にはcobaがリアレンジをしcoba&松本梨香名義で「めざせポケモンマスター2002」が、2023年には田中ユウスケによるリアレンジ版「めざせポケモンマスター -with my friends-」がそれぞれ制作された（2017年版については後述）。
2. ひゃくごじゅういち [4:00]
歌：オーキド博士とポケモンキッズ
作詞：戸田昭吾／作曲：たなかひろかず／編曲：渡部チェル／コーラスアレンジ：藤沢秀樹
タイトルは当時のポケモンの総数である151種に由来している。表題曲と同じくTHE JADOESが演奏している。
3. ポケモン言えるかな? [4:22]
歌：イマクニ?、大橋ひろこ、レイモンド・ジョンソン、ポケモンキッズ
作詞：戸田昭吾／作曲・編曲：たなかひろかず
ポケモンの名前を前述の151種をラップしていくテクノポップ調の楽曲で、当初は表題曲や「ひゃくごじゅういち」同様、渡部が編曲を担当する予定だったが、当時の渡部はこのジャンルには未介入だったため、たなかのデモ音源をそのまま使用し渡部は足りない部分をマニピュレートしたという[5]。
メインボーカルのイマクニ?（クリーチャーズ所属の今国智章）は本作に収録された全曲の仮歌を担当していたが、本楽曲のみ仮歌がそのまま完成版として採用された[12]。
2001年にはピチカート・ファイヴにより、野宮真貴のボーカルを追加するなどしたリミックス版が制作された（アルバム『さ・え・ら ジャポン』収録）。
4. おやすみ ぼくのピカチュウ [4:25]
歌：松本梨香
作詞：戸田昭吾／作曲：たなかひろかず／編曲：岩﨑元是
第39話「ピカチュウのもり」で使用された。歌詞はサトシが眠っているピカチュウに語りかけるものである。
5. めざせポケモンマスター (オリジナルカラオケ) [4:10]

## 参加ミュージシャン
- 松本梨香：Vocal (#1,4)

Support Musician
- オーキド博士（CV:石塚運昇）：Voice Actor (#2)
- ポケモンキッズ：Chorus (#2,3)
- イマクニ?：Vocal (#3)
- レイモンド・ジョンソン：MC (#3)
- 大橋ひろこ：Narrator (#3)
- THE JADOES：Performer (#1,2)
- 伝田一正：Guitar (#3)
- 笛吹利明：Guitar (#4)
- 八木伸郎：Harmonica (#4)

## タイアップ
- テレビ東京系列アニメ『ポケットモンスター』初代オープニングテーマ (#1)
- 東宝配給アニメ映画『劇場版ポケットモンスター ミュウツーの逆襲』オープニングテーマ (#1 '98)
- 東宝配給アニメ映画『劇場版ポケットモンスター セレビィ 時を超えた遭遇』オープニングテーマ (#1 2001)
- 東宝配給アニメ映画『劇場版ポケットモンスター 水の都の護神 ラティアスとラティオス』オープニングテーマ (#1 2002)
- 東宝配給アニメ映画『劇場版ポケットモンスター ミュウツーの逆襲 EVOLUTION』オープニングテーマ (#1 '98 2019 Remaster)
- テレビ東京系列アニメ『ポケットモンスター』初代エンディングテーマ (#2)
- メディアファクトリー『ポケモンカードゲーム』CMソング (#3)
- テレビ東京系列アニメ『ポケットモンスター』イメージソング (#4)

## 収録アルバム
- RICA the BEST (#1)
- 松本梨香が歌うポケモンソングベスト〜RICA THE POKEMON SONG BEST〜 (#1,4)
- ポケットモンスターサウンドアニメコレクション 音楽集 名場面集 (#1)
- ポケモン♪ベストコレクション (#1,2)
- みんなで選んだポケモンソング♪ベストコレクション (#1,2)[注 3]
- ポケットモンスター TVアニメ主題歌ソング集 パーフェクトベスト（1997-2003） (#1,2)

## めざせポケモンマスター -20th Anniversary-
『めざせポケモンマスター -20th Anniversary-』（めざせポケモンマスター・トゥエンティース・アニバーサリー）は、日本の声優・松本梨香が2017年11月29日にSME Recordsから発売した3枚目のミニアルバムである。

### 内容
前作『松本梨香が歌うポケモンソングベスト〜RICA THE POKEMON SONG BEST〜』から約6年4ヶ月ぶり、ミニアルバムとして前作『まんまる』から8年2ヶ月ぶりの作品。
初回生産限定盤と通常盤の2形態で発売された。初回生産限定盤はスペシャルデジパック仕様で、特典として表題曲と「アローラ!!」「XY&Z」のテレビアニメノンクレジットオープニング映像が収録されたDVDが同梱された。

### 収録曲
1. めざせポケモンマスター -20th Anniversary- [4:19]
歌：松本梨香
作詞：戸田昭吾
作曲：たなかひろかず
編曲：Saku
ブラスアレンジ：塩野海
同年6月28日に配信された7thシングルの表題曲のリアレンジバージョン。原曲では打ち込みだったストリングスやブラスも生演奏に差し替えられ、ボーカルは新たに録り直されている[14]。
2. おやすみ ぼくのピカチュウ -2017 ver.- [4:18]
歌：松本梨香
作詞：戸田昭吾
作曲：たなかひろかず
編曲：Saku
7thシングルのカップリング曲のリアレンジバージョン[13]。
3. めざせポケモンマスター –20th Anniversary Ballad ver.- [5:46]
歌：松本梨香
作詞：戸田昭吾
作曲：たなかひろかず
編曲：Saku、塩野海
表題曲のバラードバージョン[13]。
4. アローラ!! [4:24]
歌：サトシ、ピカチュウ
作詞・作曲：佐香智久
編曲：Saku
ブラスアレンジ：塩野海
サトシ with ピカチュウ（松本梨香/大谷育江）および岡崎体育のスプリット・シングルの表題曲[13]。
5. XY&Z [3:31]
歌：松本梨香
作詞・作曲：佐香智久
編曲：佐香智久、Saku
6. ゲッタバンバン -サトシ with ピカチュウ ver.- [4:13]
歌：サトシ、ピカチュウ
作詞：佐香智久
作曲：小川智之
編曲：Saku
佐香の10thシングルの表題曲をカバーした楽曲[13]。
7. めざせポケモンマスター -20th Anniversary- (Instrumental) [4:17]
作曲：たなかひろかず
編曲：Saku
ブラスアレンジ：塩野海
表題曲のインストゥルメンタルバージョン。
8. おやすみ ぼくのピカチュウ -2017 ver.- (Instrumental) [4:15]
作曲：たなかひろかず
編曲：Saku
2曲目のインストゥルメンタルバージョン。
9. めざせポケモンマスター –20th Anniversary Ballad ver.- (Instrumental) [5:44]
作曲：たなかひろかず
編曲：Saku、塩野海
3曲目のインストゥルメンタルバージョン。

### 参加ミュージシャン
- 松本梨香：Vocal (#1〜6)[注 4]

Support Musician
- ピカチュウ（CV:大谷育江）：Voice (#1)、Vocal (#4,6)
- Saku：Guitars (#1,2,4〜8)
- 塩野海：Piano (#2,8)
- 大嵜慶子：Piano (#3,9)
- okamu：Bass (#1,4〜7)
- 田辺貴広：Drums (#1,7)
- 海老原諒：Drums (#2,8)
- 沖増菜摘：1st Violin (#1,3,7,9)
- 中島優紀：1st Violin (#3,9)
- 吉田篤貴：2nd Violin (#1,7)
- 山本理紗：2nd Violin (#3,9)
- 島内晶子：2nd Violin (#3,9)
- 河村泉：Viola (#1,7)
- 三品芽生：Viola (#3,9)
- 内田佳宏：Cello (#1,7)
- 島津由美：Cello (#3,9)
- 西嶋徹：Contrabass (#3,9)
- 川崎太一朗：Trumpet (#1,7)
- 藤田淳之介：Saxophone (#1,7)
- 馬場桜佑：Trombone (#1,7)

### タイアップ
- 東宝配給アニメ映画『劇場版ポケットモンスター キミにきめた!』オープニングテーマ (#1)
- テレビ東京系列アニメ『ポケットモンスター サン&ムーン』第2期オープニングテーマ (#1)
- テレビ東京系列アニメ『ポケットモンスター サン&ムーン』第1期・3期オープニングテーマ (#4)
- テレビ東京系列アニメ『ポケットモンスター XY&Z』オープニングテーマ (#5)

## カバー・リメイク

### めざせポケモンマスター
オリジナルと同じ歌手で、「めざせポケモンマスター'98」「めざせポケモンマスター2001」「めざせポケモンマスター2002」「めざせポケモンマスター -20th Anniversary-」「めざせポケモンマスター'98（2019Remaster）」「めざせポケモンマスター -with my friends-」というリメイク版が発表され、それぞれ『劇場版ポケットモンスター ミュウツーの逆襲』『劇場版ポケットモンスター セレビィ 時を超えた遭遇』『劇場版ポケットモンスター 水の都の護神 ラティアスとラティオス』『ポケットモンスター サン&ムーン』『劇場版ポケットモンスター キミにきめた!』『劇場版ポケットモンスター ミュウツーの逆襲 EVOLUTION』『ポケットモンスター めざせポケモンマスター』のオープニングテーマに起用された。
その他、以下の歌手にカバーされている。
| リリース日     | アーティスト     | 収録作品                                                         | 詳細 |
| -------------- | ---------------- | ---------------------------------------------------------------- | --- |
| 1998年06月20日 | Shery            | CDツイン テレビ★こどものうた ベスト30（規格品番：COCC-15180〜1） | 日本コロムビア版カバー                                                                                                  |
| 1999年04月28日 | 小野ひとみ       | 踊るテレビ&アニメ・ヒット集（規格品番：BVCK-38064）              | BMGビクター版カバー |
| 2001年01月25日 | 石田燿子         | ウルトラアニメユーロビートシリーズ パラパラMAX3                  | |
| 2001年07月18日 | Whiteberry       | かくれんぼ                                                       | 『ポケットモンスター』4代目オープニングテーマ                                                                           |
| 2002年01月01日 | ANTI FEMINISM    | 殺害カバーオムニバス3・大熊小鹿馬場鶴田蛾次郎                    | |
| 2002年07月10日 | coba & 松本梨香  | ひとりぼっちじゃない                                             | 『劇場版ポケットモンスター 水の都の護神 ラティアスとラティオス』オープニングテーマ 曲名は「めざせポケモンマスター2002」 |
| 2003年08月27日 | バカ安。         | そこにアニメがあるから                                           | |
| 2008年09月25日 | 後藤叶圭         | たのしいテレビこどものうた〜崖の上のポニョ〜                     | ケイエスクリエイト版カバー                                                                                              |
| 2008年10月01日 | 絵本音々         | アニメ☆ダンス 〜アニソンヒット組曲〜                             | |
| 2009年03月18日 | 梶裕貴           | 百歌声爛-男性声優編-III                                          | |
| 2009年11月25日 | nene             | ANIME HOUSE PROJECT-BOY'S selection-vol 2                        | |
| 2010年08月18日 | 小山剛志         | 百歌SAY!RUN!2010                                                 | |
| 2012年12月12日 | さかもとえいぞう | アニメソングカバーセレクション〜BATTLE&YELL!!                    | |

『D4DJ Groovy Mix』ではHappy Around!によるカバーが使用された。『ポケモンピンボール』でもアレンジ版が使用され、ゲームに逆輸入された。

### ポケモン言えるかな?
オリジナルと同じ歌手で、歌詞を一部変更した「ポケモン言えるかな Baby?」というリメイク版が発表され、『ポケモンカードGB』のコマーシャルソングに起用された。
その他、以下の歌手にカバーされている。
| リリース日     | アーティスト                  | 収録作品                  | 詳細 |
| -------------- | ----------------------------- | ------------------------- | --- |
| 2001年01月01日 | ピチカート・ファイヴ          | さ・え・ら ジャポン       | オリジナル版の歌手がゲストとして参加したアレンジ版（歌詞はオリジナルと同じ）。 一部のパートは野宮真貴（ピチカート・ファイヴ）と一緒に歌っている。 |
| 2004年04月28日 | KABA.ちゃん with 愉快な仲間×3 | チャレンジャー!!/スマイル | 歌詞を一部変更 曲名は「ポケモン言えるかな? 2004」                                                                                                 |
| 2014年07月16日 | SCANDAL                       | 夜明けの流星群            | |

また、2000年（平成12年）には、「ポケモン言えるかな?」の続編として、メロディが異なる「ポケモン言えるかneo?」が発表された。こちらも後にカバーされている。
- イマクニ?、チューヤン、鈴木史朗、アンノーンコーラス隊「ポケモン言えるかneo?」（2000年6月28日発売。歌詞はポケットモンスター金銀のポケモンのみで構成される。）

2011年にはつるの剛士の歌う「ポケモン言えるかな?BW」がアニメのエンディング曲に採用された。こちらはイッシュ地方（ポケットモンスター ブラック・ホワイト）に出現するポケモンのみで構成される。今までとはメロディも異なりラップとなっている。
2015年9月に放映開始されたポケとる（スマートフォン版）のCMでは、出演する藤田ニコルが消していくポケモンの順番が本曲に則ったものとなっている。